# Code for Nagoya
Code for Nagoya（コード・フォー・ナゴヤ）は、愛知県名古屋市を拠点に活動する任意団体。
市民が主体となって地域課題解決に取り組むコミュニティ作り支援や、テクノロジーを活用したアクションを創発する活動を支援していく集団であり、立場を超えてより良き未来づくりのために「ともに考え、ともにつくる」ための活動を行う、としている。代表者が毎月交代することが特徴であり、一度でも代表を経験したメンバーは「名誉代表」という地位を与えられる。Code for Japan（コード・フォー・ジャパン）が提供する各種プログラムに参加する「ブリゲード」の一つである。

## 開催したイベント
- 2015年（平成27年）
  - 2月21日 - International Open Data Day 2015 in Nagoya/オープンデータ東海[2]
  - 5月23日 - Code for Nagoya 介護ハッカソン in OSC2015 Nagoya[3]
  - 9月8日 - 研究シーズを身近な社会課題解決に活かす仕組みを考える[4]
  - 9月14日 - WG合同もくもく会クラブアドリアーナ
  - 10月5日 - ジオメディアサミットプレイベント@geekbar[5]
  - 10月23日 - ジオメディアサミット名古屋2015[6]
  - 10月24日 - LOD チャレンジデー in 名古屋 2015[7]
  - 10月26日 - 名古屋から「世の中」ビジュアライジング・ハンズオン - 零夜＠名古屋ギークバー[8]
  - 11月14日 - 名古屋から「世の中」ビジュアライジング・ハンズオン - 第一夜[9]
  - 12月12日〜13日 - 若手サミット@東海 in名古屋（Day2,3：エコシステムソン2日間）[10]